# Dálnice A11 (Francie)
Dálnice A11 (francouzsky: Autoroute A11), nazývaná L'Océane je francouzská dálnice, která spojuje Paříž s Nantes. Její celková délka je 343 km. Začíná u obce Ponthévrard v regionu Île-de-France, kde odbočuje z dálnice A10 spojující Paříž s Bordeaux. Končí u města Nantes, kde se napojuje na A844, která je součástí obchvatu města.
Velká města u dálnice A11 jsou Chartres, Le Mans a Angers. Dálnice prochází regiony Île-de-France, Centre-Val de Loire a Pays de la Loire.
V úseku křížení s A10 až Le Mans je součástí evropské silnice E50, v úseku Le Mans – Angers evropské silnice E501 a v úseku Angers – Nantes evropské silnice E60.

## Dálniční křižovatky
- Ponthévrard – dálnice A10 geo souřadnice: 48°32′55″ s. š., 1°55′1″ v. d.
- severovýchodně od Le Mans – dálnice A28
- severně od Le Mans – dálnice A28
- severozápadně od Le Mans – dálnice A81
- jihovýchodně od Corzé – dálnice A85
- severovýchodně od Angers – dálnice A87
- Carquefou – dálnice A811
- severně od Nantes – dálnice A844 geo souřadnice: 47°15′56″ s. š., 1°35′15″ z. d.